# Recovery (альбом Eminem)
Recovery (стилізовано як RECOVƎRY) — сьомий студійний альбом американського репера Емінема, виданий 18 червня 2010 року під лейблами Aftermath Entertainment, Shady Records та Interscope Records. На відміну від попередніх альбомів, до роботи над цим було залучено зовнішніх продюсерів, таких як Alex da Kid, Just Blaze, Boi-1da, Jim Jonsin і Havoc та власних: Emile, DJ Khalil, Mr. Porter, і Dr. Dre. У записі взяли участь такі популярні артисти як Pink, Ріанна, Lil Wayne, та реп-гурт Slaughterhouse.
Альбом Recovery вирізняється більш особистими та емоційними темами порівняно з попередніми роботами Емінема. У ньому репер досліджує свої внутрішні трансформації, боротьбу з тривогою та відновлення після емоційних злетів і падінь. Емінем активно просував альбом, виконуючи пісні на різних телешоу, музичних подіях та церемоніях нагородження.
Альбом дебютував на першому місці в Billboard 200 з тиражем у 741 000 копій за перший тиждень. Він також посів перше місце в 16 інших країнах. Також було випущено чотири сингли: «Not Afraid», «Love the Way You Lie», «No Love» і «Space Bound», причому перші два очолили Billboard Hot 100. Recovery увійшов до списку найбільш продаваних альбомів у світі в 2010 році та найбільш продаваних альбомів у США за той же рік. Альбом отримав загалом позитивні відгуки критиків і був визнаний кращим за Relapse.
У 2024 році Recovery отримав діамантову сертифікацію від RIAA, ставши третім найбільш продаваним студійним альбомом Емінема після The Marshall Mathers LP (2000) і The Eminem Show (2002). На 53-ій щорічній церемонії вручення премії Греммі 2011 року він був номінований у категорії «Альбом року», а «Love the Way You Lie» — як «Пісня року» та «Запис року».

## Список пісень
| №  | Назва                   | Гості     | Продюсер               | Тривалість |
| -- | ----------------------- | --------- | ---------------------- | ---------- |
| 1  | «Cold Wind Blows»       |           | Just Blaze             | 5:04       |
| 2  | «Talkin' 2 Myself»      | Kobe      | DJ Khalil              | 5:00       |
| 3  | «On Fire»               |           | Mr. Porter             | 3:33       |
| 4  | «Won't Back Down»       | Pink      | DJ Khalil              | 4:26       |
| 5  | «W.T.P.»                |           | Supa Dups              | 3:58       |
| 6  | «Going Through Changes» |           | Emile                  | 4:59       |
| 7  | «Not Afraid»            |           | Boi-1da                | 4:10       |
| 8  | «Seduction»             |           | Boi-1da                | 4:35       |
| 9  | «No Love»               | Lil Wayne | Just Blaze             | 5:00       |
| 10 | «Space Bound»           |           | Jim Jonsin             | 4:39       |
| 11 | «Cinderella Man»        |           | Script Shepherd        | 4:39       |
| 12 | «25 to Life»            |           | DJ Khalil              | 4:02       |
| 13 | «So Bad»                |           | Dr. Dre, Nick Brongers | 5:25       |
| 14 | «Almost Famous»         |           | DJ Khalil              | 4:52       |
| 15 | «Love the Way You Lie»  | Rihanna   | Alex da Kid            | 4:23       |
| 16 | «You're Never Over»     |           | Just Blaze             | 5:06       |
| 17 | «Untitled»              |           | Havoc                  | 3:14       |

Бонус-треки
| №  | Назва         | Гості          | Продюсер   | Тривалість |
| -- | ------------- | -------------- | ---------- | ---------- |
| 18 | «Ridaz»       |                | Dr. Dre    | 5:00       |
| 19 | «Session One» | Slaughterhouse | Just Blaze | 4:28       |

## Чарти
| Чарт (2010)                                          | Найвища позиція |
| ---------------------------------------------------- | --------------- |
| Австралія Australian Albums (ARIA)                   | 1               |
| Australian Hip-Hop/R&B Albums (ARIA)                 | 1               |
| Австрія Austrian Albums (Ö3 Austria)                 | 1               |
| Бельгія Belgian Albums (Ultratop Flanders)           | 2               |
| Бельгія Belgian Albums (Ultratop Wallonia)           | 2               |
| Канада Canadian Albums (Billboard)                   | 1               |
| Чехія Czech Albums (ČNS IFPI)                        | 8               |
| Данія Danish Albums (Hitlisten)                      | 1               |
| Нідерланди Dutch Albums (MegaCharts)                 | 2               |
| European Top 100 Albums (Billboard)                  | 1               |
| Фінляндія Finnish Albums (Suomen virallinen lista)   | 8               |
| Франція French Albums (SNEP)                         | 2               |
| Німеччина German Albums (Offizielle Top 100)         | 2               |
| Greek Albums (IFPI)                                  | 1               |
| Угорщина Hungarian Albums (MAHASZ)                   | 20              |
| Ірландія Irish Albums (IRMA)                         | 1               |
| Італія Italian Albums (FIMI)                         | 6               |
| Japanese Albums (Oricon)                             | 6               |
| Mexican Albums (Top 100 Mexico)                      | 34              |
| Нова Зеландія New Zealand Albums (Recorded Music NZ) | 1               |
| Норвегія Norwegian Albums (VG-lista)                 | 2               |
| Польща Polish Albums (ZPAV)                          | 2               |
| South African Albums (RISA)                          | 1               |
| Південна Корея Korean Albums (GAON)                  | 6               |
| Південна Корея Korean International Albums (GAON)    | 4               |
| Іспанія Spanish Albums (PROMUSICAE)                  | 13              |
| Швеція Swedish Albums (Sverigetopplistan)            | 5               |
| Швейцарія Swiss Albums (Schweizer Hitparade)         | 1               |
| Велика Британія UK Albums (OCC)                      | 1               |
| Велика Британія UK R&B Albums (OCC)                  | 1               |
| США Billboard 200                                    | 1               |
| США Top Rap Albums (Billboard)                       | 1               |
| США Top R&B/Hip-Hop Albums (Billboard)               | 1               |

| Чарт (2010)                                       | Позиція |
| ------------------------------------------------- | ------- |
| Australian Albums (ARIA)                          | 3       |
| Australian Hip Hop/R&B Albums (ARIA)              | 1       |
| Austrian Albums (Ö3 Austria)                      | 4       |
| Belgian Albums (Ultratop Flanders)                | 20      |
| Belgian Alternative Albums (Ultratop Flanders)    | 10      |
| Belgian Albums (Ultratop Wallonia)                | 76      |
| Canadian Albums (Billboard)                       | 1       |
| Danish Albums (Hitlisten)                         | 12      |
| Dutch Albums (Album Top 100)                      | 32      |
| European Top 100 Albums (Billboard)               | 4       |
| French Albums (SNEP)                              | 40      |
| German Albums (Offizielle Top 100)                | 12      |
| Irish Albums (IRMA)                               | 13      |
| Italian Albums (FIMI)                             | 66      |
| Japanese Albums (Oricon)                          | 94      |
| New Zealand Albums (RMNZ)                         | 5       |
| Polish Albums (ZPAV)                              | 34      |
| South Korean International Albums (Circle)        | 8       |
| Swedish Albums (Sverigetopplistan)                | 57      |
| Swedish Albums & Compilations (Sverigetopplistan) | 84      |
| Swiss Albums (Schweizer Hitparade)                | 3       |
| UK Albums (OCC)                                   | 9       |
| US Billboard 200                                  | 2       |
| US Top R&B/Hip-Hop Albums (Billboard)             | 1       |

| Чарт (2010—2019)                      | Позиція |
| ------------------------------------- | ------- |
| Australian Albums (ARIA)              | 17      |
| UK Albums (OCC)                       | 43      |
| US Billboard 200                      | 23      |
| US Top R&B/Hip-Hop Albums (Billboard) | 3       |

## Сертифікації та продажі
| Регіон | Сертифікація  | Продажі    |
| --- | ------------- | ---------- |
| Австралія (ARIA) | 5× Платиновий | 350 000    |
| Австрія (IFPI Austria) | Платиновий    | 20 000*    |
| Бельгія (BEA) | Золотий       | 15 000*    |
| Канада (Music Canada) | Платиновий    | 613,000    |
| Данія (IFPI Denmark) | 3× Платиновий | 60 000     |
| Франція (SNEP) | Платиновий    | 100 000*   |
| Німеччина (BVMI) | 3× Золотий    | 300 000    |
| Ірландія (IRMA) | 3× Платиновий | 45 000^    |
| Італія (FIMI) | Платиновий    | 50 000*    |
| Японія (RIAJ) | Золотий       | 100 000^   |
| Нова Зеландія (RIANZ) | Платиновий    | 15 000^    |
| Польща (ZPAV) | 2× Платиновий | 40 000     |
| Сінгапур (RIAS) | Платиновий    | 10 000*    |
| Південна Африка (RISA) | Платиновий    | 40 000*    |
| Швеція (IFPI Sweden) | 2× Платиновий | 80 000     |
| Швейцарія (IFPI Switzerland) | Платиновий    | 30 000^    |
| Велика Британія (BPI) | 4× Платиновий | 1,030,000  |
| США (RIAA) | 8× Платиновий | 10,170,000 |
| Підсумки |               |            |
| Європа (IFPI) | Платиновий    | 1 000 000* |
| *продажі, що базуються лише на сертифікаціях · ^відвантаження, що базуються лише на сертифікаціях · продажі+прослуховування, що базуються лише на сертифікаціях |               |            |